# Heodes helle
Heodes helle är en fjärilsart som beskrevs av Moritz Balthasar Borkhausen 1788. Heodes helle ingår i släktet Heodes och familjen juvelvingar. Inga underarter finns listade i Catalogue of Life.